# Zavidovići
Zavidovići è un comune della Federazione di Bosnia ed Erzegovina situato nel Cantone di Zenica-Doboj con 40.272 abitanti al censimento 2013.
Nel suo territorio scorrono i fiumi Bosna, Krivaja e Gostović. L'industria principale è la "Krivaja" che si occupa di lavorazione del legno

## Località
Il comune è formato dall'insieme delle seguenti località:
Alići, Bajvati, Biljačići, Borovnica, Brankovići, Brijeg Crnjevo, Čardak, Debelo Brdo, Dišica, Dolac, Dolina, Donja Lovnica, Donji Junuzovići, Donji Lug, Dragovac, Dubravica, Džebe, Gare, Gornja Lovnica, Gornje Selo, Gornji Junuzovići, Gornji Lug, Gostovići, Hajderovići, Hrge, Kamenica, Karačić, Krivaja, Krčevine,Kućice, Lijevča, Mahoje, Majdan, Miljevići, Mitrovići, Mustajbašići, Osječani, Osova, Perovići, Podvolujak, Potkleče, Predražići, Priluk, Ribnica, Ridžali, Rujnica, Skroze, Stavci, Stipovici, Suha, Svinjašnica, Spasojevići, Vinište, Vozuća, Vrbica, Vukmanovići, Vukovine, Zavidovići.

## Amministrazione

### Gemellaggi
La città di Zavidovići è gemellata con:
- Roncadelle - Italia

Intercorrono buoni rapporti anche con Vescovato (CR) e con Cremona, perché da queste città provenivano i volontari Sergio Lana, Fabio Moreni, Guido Puletti uccisi il 29 Maggio 1993 mentre portavano a Zavidovici gli aiuti umanitari della Caritas di Brescia.